# Tieleman Albertus Otto de Ridder

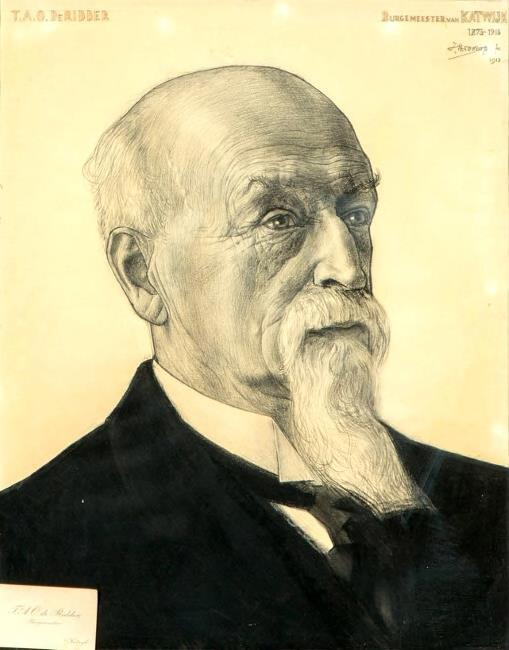
Burgemeester T.A.O. de Ridder door Jan Toorop (1913)

Tieleman Albertus Otto de Ridder (Amerongen, 2 juli 1843 – Katwijk aan Zee, 7 augustus 1914) was een Nederlands burgemeester.
Hij was zoon van Frederik de Ridder en Elselina Johanna Verbrugh. Hij huwde op 7 mei 1869 in Gouda met Anna Agatha Dijkshoorn.
Hij werd in 1870 de burgemeester van Hoogwoud en in 1872 tevens van Opmeer. In april 1873 volgde zijn benoeming tot burgemeester van Katwijk. De Ridder zou daar tot 1914 burgemeester blijven.
Naar hem is in Katwijk het “Burgemeester De Ridderpark” vernoemd.
De Ridder was ridder in de Orde van Oranje-Nassau.